# Église Saint-Denis de Saint-Maurice-de-Satonnay
L'église Saint-Denis est une église située en France sur la commune de Saint-Maurice-de-Satonnay, en Haut-Mâconnais, dans le département de Saône-et-Loire et la région Bourgogne-Franche-Comté.

## Description
L’église est une des rares églises gothiques du département. En effet, celle-ci, bien que d'origine romane, a été en grande partie reconstruite vers 1460 par Louis de Chevrier, seigneur du lieu, qui y fut inhumé en 1472 (elle dépendait autrefois du château). 
L’église a été restaurée en 1845, sur les plans de l’architecte mâconnais Vaillant : elle disposait initialement d'un clocher construit au-dessus du chœur mais celui-ci fut démoli au milieu du XIXe siècle pour être remplacé par un clocher-porche.
Elle se compose d'une nef unique (10,3 x 6 m) prolongée par une abside à pans coupés, flanquée au niveau du chœur de deux chapelles rectangulaires.
Dans le clocher, recouvert d’ardoises en 1969, se trouve une cloche de bronze fondue en 1802.

## Protection
Les peintures murales de la chapelle sud, de style gothique, ont été restaurées et mises en valeur dans les dernières années du XXe siècle (la peinture de l’Annonciation a été classée objet Monument historique par un arrêté de 1910, et c'est quelques années plus tard, vers 1921-1922, que la litre funéraire au sud de la travée droite a été découverte).
Un bénitier roman daté du XVe siècle, également classé, est visible à l’entrée de l’église.

## Historique
En 2020, ainsi que 126 autres lieux répartis sur le territoire du Pôle d'équilibre territorial et rural (PETR) Mâconnais Sud Bourgogne, l'église a intégré les « Chemins du roman en Mâconnais Sud Bourgogne » et bénéficié de la pose d'une signalétique spécifique.

## Mobilier
Le chœur renferme un maître-autel des XVIIe ou XVIIIIe siècle de forme trapézoïdale avec médaillon médian en relief représentant la colombe du Saint-Esprit et gradins porte-cierges décorés d’un cuir doré et gaufré (dit « de Cordoue ») orné de fleurs et d’arabesques, ainsi que des écussons des donateurs (Chevriers). Au-dessus, posé sur l’entablement du maître-autel, est visible un beau retable baroque à tabernacle aux colonnes torses, en bois sculpté et doré, du XVIIIe siècle.

## Culte
Édifice consacré du diocèse d'Autun relevant de la paroisse Notre-Dame-des-Coteaux en Mâconnais (siège à Lugny) – qui en est affectataire au titre de la loi de 1905 –, l'église de Saint-Maurice-de-Satonnay est, plusieurs siècles après sa construction, un lieu de culte catholique.